# Friese schuur
Een Friese schuur of golfschuur (Duits: Gulfscheune) vormt het hoofdbestanddeel van de meeste boerderijen van het Friese type. Hiertoe behoren:
- Kop-hals-rompboerderij in Friesland (waaronder de Bildtse boerderij en de boerderijen op Terschelling en Ameland)
- Hogelandster boerderij
- Oldambtster boerderij (ook wel de Oost-Friese boerderij of Ostfriesenhaus genoemd)

De boerderijen met een Friese schuur worden - samen met het Friese langhuis en de stolpboerderij - tot de Noordelijke huisgroep gerekend. Het onderscheid tussen verschillende typen is echter vloeiend. Zo verschilt de langhuisstolp nauwelijks van de oudste boerderijen met aangebouwde schuren in Groningen en Friesland, terwijl de oudste boerderijen van het Oldambster type nauw verwant zijn met de Friese stelpboerderij.
De Friese schuur kenmerkt zich - net als de stolpboerderij -  door een centrale tasruimte, met veestallen en een doorrit in de zijbeuken. Het Oost-Friese en Groningse woord golf (ook goul, Fries golle) is ontleend aan de benaming van het tasvak, dat ook in de Scandinavische landen als gulv ('vloer') en in enkele Engelse dialecten als goaf wordt betiteld. Deze benaming heeft zich kennelijk in de late middeleeuwen met de bouw van kloosterschuren verbreid.

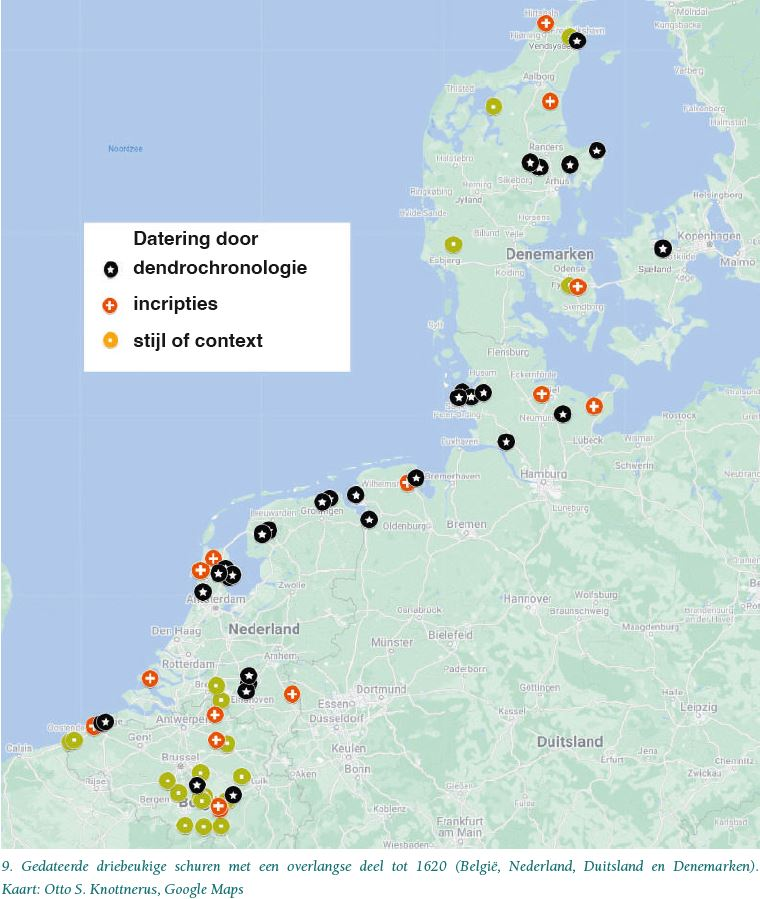
Gedateerde driebeukige langsdeelschuren langs de zuidelijke Noordzeekust en in het Oostzeegebied, ca. 1490 tot 1620 (bron: Knottnerus 2022)

Het Friese boerderijtype is niet typerend voor de Friezen, zoals men rond 1900 dacht. Theorieën die boerderijtypen verbinden met etnische groepen typerend voor het nationalistische denken van die tijd. Het 'Friese boerderijtype', zoals onderzoeker Rob Hekker het noemt, heeft uitsluitend te maken met het verspreidingsgebied van dit soort boerderijen langs de Waddenkust. Volgens Hekker onderscheidt dit type zich van de verwante Zeeuwse en Vlaamse schuurgroep door de kenmerkende indeling en het ontbreken van een kapgebint. Ook dit onderscheid is echter relatief. Vergelijkbare schuren zijn eveneens te vinden in West-Vlaanderen (de zogenaamde bergschuur), in Waals- en Vlaams-Brabant, en Henegouwen (grange en long), in de Kempen, Noord-Brabant en Limburg, verder in de omgeving van Nijmegen en aan de Nederrijn (Duitsland), ten slotte in Jutland en op Funen, waar ze bekend stonden als agerumslade. Ook in Noord-Frankrijk en Oost-Engeland komen veel driebeukige schuren voor. De oudste gedateerde voorbeelden in de Nederlanden stammen uit het begin van de 16e eeuw.
De Friese schuur werd tevens gebouwd voor industriële bedrijven, met name bij tichelovens waar baksteen en dakpannen werden gefabriceerd, maar ook bijvoorbeeld bij scheepswerven, pakhuizen en lijmkokerijen. Daarnaast werd de bouwvorm toegepast in kerken en scholen. Nederlanders namen varianten mee naar plantages in Nederlands-Indië en het Caribische gebied. Ook in de Verenigde Staten zijn verwante schuren gebouwd, die tot het ruimere type van de Dutch barn worden gerekend.

## Geschiedenis
De Friese boerderij was in de late middeleeuwen, ook wel het Friese langhuis genoemd, een woonstalhuis: Achter het woongedeelte bevond zich een langgerekte stal. Naast het gebouw stond dikwijls een hooiberg, sinds de 15e of 16e  eeuw ook wel een vrijstaande kapschuur, hallenschuur of blokschuur. 
Boerderijen-onderzoekers als Klaas Uilkema, Kurt Junge, Sytse Jan van der Molen en Rob Hekker gingen er lange tijd van uit dat de Friese schuur was ontstaan uit de hooiberg. Deze werd voorzien van een plankenbeschot om het hooi beter te beschermen tegen regen en wind. Men noemde dit de blokschuur. Deze schuur zou dan later zijn verlengd en voorzien zijn van uitgebouwde buitenstijlruimten, uitkubbingen of zijbeuken en samen met de stal van de boerderij onder één overkoepelend dak zijn gebracht. In de tweede helft van de zestiende eeuw zou hieruit de Friese schuur zijn ontstaan, die zich vervolgens naar Groningen en Oost-Friesland uitbreidde. 
Deze theorie is nog geregeld te lezen, maar geldt internationaal als achterhaald. De eerste critici waren de volkskundigen Johann Ulrich Folkers en Menne F. Folkers, later hun collega's Clémens Trefois en Helmut Ottenjann. Zij betoogden dat de opkomst van de Friese schuur in de 16e eeuw veel eerder terug lijkt te gaan op de laatmiddeleeuwse driebeukige kloosterschuren en tiendschuren elders in West-Europa. Ook de Vlaamse en de Zeeuwse schuurtypen zijn innovaties uit de 16e eeuw.
De oudste bekende voorbeelden van Friese schuren hadden - net als kerken en andere grote gebouwen - een kapgebint, dat diende om de daksporen te ondersteunen. Toen grotere lengten aan Scandinavisch naaldhout beschikbaar kwamen, liet men deze dikwijls weg. De meeste boerderijen in Friesland hebben een kapgebint, soms met jukspanten, meestal met schaarspanten. In Groningen en Oost-Friesland zijn kapgebinten zelden: hier overweegt het eenvoudige sporendak.
In Groningen noemde men de aangebouwde schuren in de 18e eeuw ook wel Vriesche schuren, hetgeen aangeeft dat men daar van mening was dat deze bouwvorm uit Friesland afkomstig was. De eerste vermelding is "een binnenhues met een freesge schuur", die wordt vermeld in het Gorecht in 1686. De oudste gedateerde exemplaren stammen hier echter al uit het begin van de 17e eeuw. De typerende bouwkundige term golf (goel, golff) komt hier vanaf 1598 voor; de oudste vermeldingen betreffen kloosterschuren in Heiligerlee en Feldwerd.

## Constructie
De hoofdconstructie bestaat uit twee of meer dekbalkgebinten van zware balken, die onderling gekoppeld zijn. Deze constructie deelt de schuur in de lengterichting op in drie beuken: de middenbeuk is het grote middengedeelte en aan weerszijden twee zijbeuken onder het aflopende dak. Het aantal gebintenvakken (gollen) bepaalt de lengte van de schuur. 
In een van de beide zijbeuken bevond zich vaak een grupstal. De koeien stonden twee aan twee gestald tussen wilgentenen of houten schotten die de gebintenstijlen met de buitenmuur verbinden. De koppen waren naar de zijgevel gericht. Een diepe mestgoot (grup) achter de dieren was bedoeld om de stalmest in op te vangen. De boer moest tussen de koeien door om hen eten en drinken te brengen, later gebeurde dit via voerluiken in de zolder boven de dieren.
De middenbeuk werd gebruikt voor de opslag van korenschoven en hooi, ook wel tasruimte of golle (golf) genoemd. De oogst werd in de gebintenvakken (de gollen) vanaf de grond tot hoog in de nok opgetast. Een wand om de tasruimte schermt het hooi af van de zijbeuken.
De andere zijbeuk werd gebruikt als deel (doorrit). Dit was de inrij- en werkruimte. De hoog opgetaste oogstwagens werden door hoge deuren naar binnen gereden en konden meestal via lagere voordeuren de schuur weer verlaten. De deel werd tevens gebruikt als dorsvloer. Buiten de oogsttijd stonden ook de rij- en werktuigen op de deel gestald. Het achterste gebintvak werd meestal gebruikt als paardenstal. 

## Trivia
- De pyramidale bergschuur uit West-Vlaanderen wordt wel eens ten onrechte als 'Friese schuur' aangeduid, omdat men in rond 1900 meende dat hij door Friese kolonisten uit de vroege middeleeuwen zou zijn ingevoerd. In werkelijkheid dateert deze bouwvorm uit de 16e en 17e eeuw. Wel emigreerden er in die periode boeren uit Noord-Holland naar de Vlaamse polderstreek.